# Barra dos Coqueiros
Barra dos Coqueiros è un comune del Brasile nello Stato del Sergipe, parte della mesoregione del Leste Sergipano e della microregione di Aracaju.